# Maksim Łynsza
Maksim Alaksandrawicz Łynsza (biał. Максім Аляксандрaвіч Лынша, ros. Максим Александрович Лынша; ur. 6 kwietnia 1985 w Hancewiczach) – białoruski lekkoatleta specjalizujący się w sprinterskich biegach przez płotki. Okazjonalnie biega także w sztafecie 4 × 100 metrów.
Czwarty zawodnik mistrzostw Europy juniorów z roku 2003. Rok później dotarł do półfinału biegu na 110 metrów przez płotki podczas juniorskich mistrzostw świata w Pekinie. Zajął 7. miejsce na młodzieżowym czempionacie Europy w 2006. Finalista halowych i młodzieżowych mistrzostw Starego Kontynentu oraz uniwersjady z roku 2007. W kolejnym swym sezonie dotarł do półfinału biegu na 60 metrów przez płotki podczas halowych mistrzostw świata oraz startował na igrzyskach olimpijskich w Pekinie.
Na początku 2009 dotarł do półfinału biegu na 60 metrów przez płotki podczas halowych mistrzostw Europy w Turynie. Na tym samym etapie rywalizacji zakończył swój start na mistrzostwach świata w Berlinie. Półfinalista halowych mistrzostw globu oraz mistrzostw Europy z roku 2010. W 2011 bez powodzenia startował na halowych mistrzostwach Starego Kontynentu w Paryżu.
Rok 2012 rozpoczął od dotarciu do półfinału biegu na 60 metrów przez płotki podczas halowego czempionatu świata w Stambule. Półfinalista mistrzostw Europy z Helsinek. W tym samym roku startował na igrzyskach olimpijskich w Londynie, na których zakończył swój udział w fazie półfinałowej.
Wielokrotny medalista mistrzostw Białorusi oraz reprezentant kraju w pucharze Europy i drużynowym czempionacie Europy.

## Osiągnięcia
| Rok  | Impreza                                 | Miejsce      | Konkurencja                     | Lokata      | Wynik   |
| ---- | --------------------------------------- | ------------ | ------------------------------- | ----------- | ------- |
| 2003 | I liga pucharu Europy                   | Lappeenranta | bieg na 110 metrów przez płotki | 6. miejsce  | 14,20   |
| 2003 | Mistrzostwa Europy juniorów             | Tampere      | bieg na 110 metrów przez płotki | 4. miejsce  | 14,28   |
| 2004 | I liga pucharu Europy                   | Płowdiw      | bieg na 110 metrów przez płotki | 6. miejsce  | 14,19   |
| 2004 | Mistrzostwa świata juniorów             | Grosseto     | bieg na 110 metrów przez płotki | półfinał    | 14,12   |
| 2005 | II liga pucharu Europy                  | Stambuł      | bieg na 100 metrów              | eliminacje  | 10,62   |
| 2005 | Młodzieżowe mistrzostwa Europy          | Erfurt       | bieg na 110 metrów przez płotki | 7. miejsce  | 14,52   |
| 2005 | Uniwersjada                             | Izmir        | bieg na 110 metrów przez płotki | eliminacje  | 14,23   |
| 2005 | Uniwersjada                             | Izmir        | sztafeta 4 × 400 metrów         | eliminacje  | 3:08,27 |
| 2006 | Halowe mistrzostwa świata               | Moskwa       | bieg na 60 metrów               | eliminacje  | 6,83    |
| 2006 | I liga pucharu Europy                   | Praga        | bieg na 100 metrów              | 6. miejsce  | 10,65   |
| 2006 | I liga pucharu Europy                   | Praga        | bieg na 200 metrów              | 6. miejsce  | 21,16   |
| 2006 | I liga pucharu Europy                   | Praga        | sztafeta 4 × 100 metrów         | 5. miejsce  | 40,24   |
| 2007 | Halowe mistrzostwa Europy               | Birmingham   | bieg na 60 metrów przez płotki  | 8. miejsce  | 8,04    |
| 2007 | I liga pucharu Europy                   | Mediolan     | bieg na 110 metrów przez płotki | 4. miejsce  | 14,33   |
| 2007 | Młodzieżowe mistrzostwa Europy          | Debreczyn    | bieg na 110 metrów przez płotki | 5. miejsce  | 13,82   |
| 2007 | Uniwersjada                             | Bangkok      | bieg na 110 metrów przez płotki | 7. miejsce  | 13,66   |
| 2008 | Halowe mistrzostwa świata               | Walencja     | bieg na 60 metrów przez płotki  | półfinał    | 8,03    |
| 2008 | I liga pucharu Europy                   | Leiria       | bieg na 110 metrów przez płotki | 2. miejsce  | 13,61   |
| 2008 | Igrzyska olimpijskie                    | Pekin        | bieg na 110 metrów przez płotki | eliminacje  | 13,86   |
| 2009 | Halowe mistrzostwa Europy               | Turyn        | bieg na 60 metrów przez płotki  | półfinał    | 7,76    |
| 2009 | I liga drużynowych Mistrzostw Europy    | Bergen       | bieg na 110 metrów przez płotki | 1. miejsce  | 13,86   |
| 2009 | I liga drużynowych Mistrzostw Europy    | Bergen       | sztafeta 4 × 100 metrów         | 10. miejsce | 40,85   |
| 2009 | Mistrzostwa świata                      | Berlin       | bieg na 110 metrów przez płotki | półfinał    | 13,46   |
| 2010 | Halowe mistrzostwa świata               | Doha         | bieg na 60 metrów przez płotki  | półfinał    | 7,71    |
| 2010 | Superliga drużynowych Mistrzostw Europy | Bergen       | bieg na 110 metrów przez płotki | 4. miejsce  | 13,70   |
| 2010 | Mistrzostwa Europy                      | Barcelona    | bieg na 110 metrów przez płotki | półfinał    | 13,68   |
| 2011 | Halowe mistrzostwa Europy               | Paryż        | bieg na 60 metrów przez płotki  | eliminacje  | 7,71    |
| 2011 | Superliga drużynowych Mistrzostw Europy | Sztokholm    | bieg na 110 metrów przez płotki | 6. miejsce  | 13,76   |
| 2012 | Halowe mistrzostwa świata               | Stambuł      | bieg na 60 metrów przez płotki  | półfinał    | 7,74    |
| 2012 | Mistrzostwa Europy                      | Helsinki     | bieg na 110 metrów przez płotki | półfinał    | 13,58   |
| 2012 | Igrzyska olimpijskie                    | Londyn       | bieg na 110 metrów przez płotki | półfinał    | 13,45   |
| 2013 | Halowe mistrzostwa Europy               | Göteborg     | bieg na 60 metrów przez płotki  | 6. miejsce  | 7,58    |
| 2013 | Superliga drużynowych mistrzostw Europy | Gateshead    | bieg na 110 metrów przez płotki | 8. miejsce  | 13,76   |
| 2015 | Halowe mistrzostwa Europy               | Praga        | bieg na 60 metrów przez płotki  | eliminacje  | 7,84    |
| 2015 | Superliga drużynowych mistrzostw Europy | Czeboksary   | bieg na 110 metrów przez płotki | 8. miejsce  | 13,89   |
| 2015 | Światowe wojskowe igrzyska sportowe     | Mungyeong    | bieg na 110 metrów przez płotki | eliminacje  | 14,25   |
| 2016 | Halowe mistrzostwa świata               | Portland     | bieg na 60 metrów przez płotki  | eliminacje  | 7,77    |

## Rekordy życiowe
- Bieg na 60 metrów (hala) – 6,60 (2008) rekord Białorusi.
- Bieg na 60 metrów przez płotki (hala) – 7,58 (2013)
- Bieg na 110 metrów przez płotki – 13,36 (2012) rekord Białorusi.

Łynsza jest także rekordzistą Białorusi juniorów w biegu na 110 metrów przez płotki (13,93).